# إيميليانو بونفيغلي
إيميليانو بونفيغلي (بالإسبانية: Emiliano Bonfigli) (15 أبريل 1988 بباهيا بلانكا في الأرجنتين - ) هو لاعب كرة قدم أرجنتيني في مركز الهجوم. لعب مع أتلتيكو أتلانتا وألماجرو وريال سالت ليك وزاكاتيبيك ونادي مانتا لكرة القدم ونادي أتليتيكو سان تيلمو.

## روابط خارجية
- إيميليانو بونفيغلي على موقع الدوري الأمريكي (الإنجليزية)
- إيميليانو بونفيغلي على موقع قاعدة بيانات كرة القدم.إي يو (الإنجليزية)
- إيميليانو بونفيغلي على موقع Soccerway.com (الإنجليزية)
- إيميليانو بونفيغلي على موقع عالم كرة القدم.نت (الإنجليزية)